# Sinagoga Maimónides
La sinagoga Maimónides (en árabe: كنيس ابن ميمون) también conocida como la sinagoga Rav Moshe, es una histórica sinagoga ubicada en El Cairo, Egipto. Una sinagoga que ha existido en la zona desde el siglo X y fue llamada posteriormente como el famoso filósofo judío, rabino y médico Maimónides, después de su llegada en torno al año 1168, como consecuencia de su exilio de Córdoba, en la España musulmana, a manos de los almohades. En marzo de 2010, el gobierno egipcio completó la restauración del edificio actual, que data de finales del siglo XIX.

## Orígenes

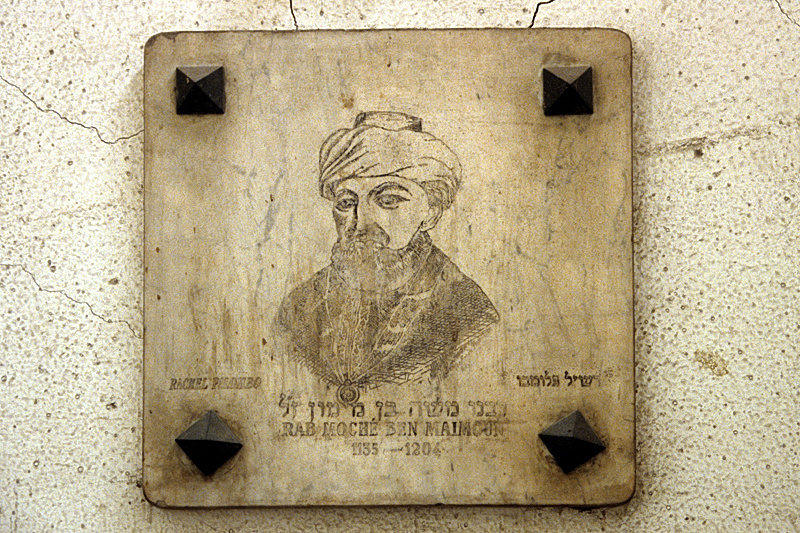
Placa conmemorativa a la figura de Maimónides en la puerta de la sinagoga.

En este lugar ya existía una sinagoga alrededor de dos siglos antes de la llegada de Maimónides a Egipto en 1168, tras su exilio de Córdoba, al-Ándalus, a manos de los almohades. Esta tribu bereber había conquistado Córdoba en 1148 y obligó a la comunidad judía a convertirse al islam o exiliarse. La familia de Maimónides, junto con la mayoría de judíos, se decantaron por el exilio. Tras pasar más de diez años en Almería, se trasladaron a Marruecos y finalmente acabaron en Fustat, gobernado bajo la dinastía ayubí. Allí ganó de nuevo popularidad y se convirtió en médico del gran visir de Saladino, Qadi al-Fadil. Maimónides estudió y trabajó en una yeshivá aneja a la pequeña sinagoga, ambas situadas en Harat al-Yahud, la judería del Cairo medieval.
Después de su muerte en Fustat el 12 de diciembre de 1204, se cree que fue enterrado por un breve periodo de tiempo en esta sinagoga antes de ser inhumado en la tumba de Maimónides, en Tiberíades, Israel. Según la tradición, sus huesos se ubicaron durante una semana en un pequeño santuario que solía utilizar para estudiar y sanar a pacientes.

## Abandono en elsigloXX
En el siglo XIX, se construyó otra sinagoga en el lugar y fue nombrada en su honor.

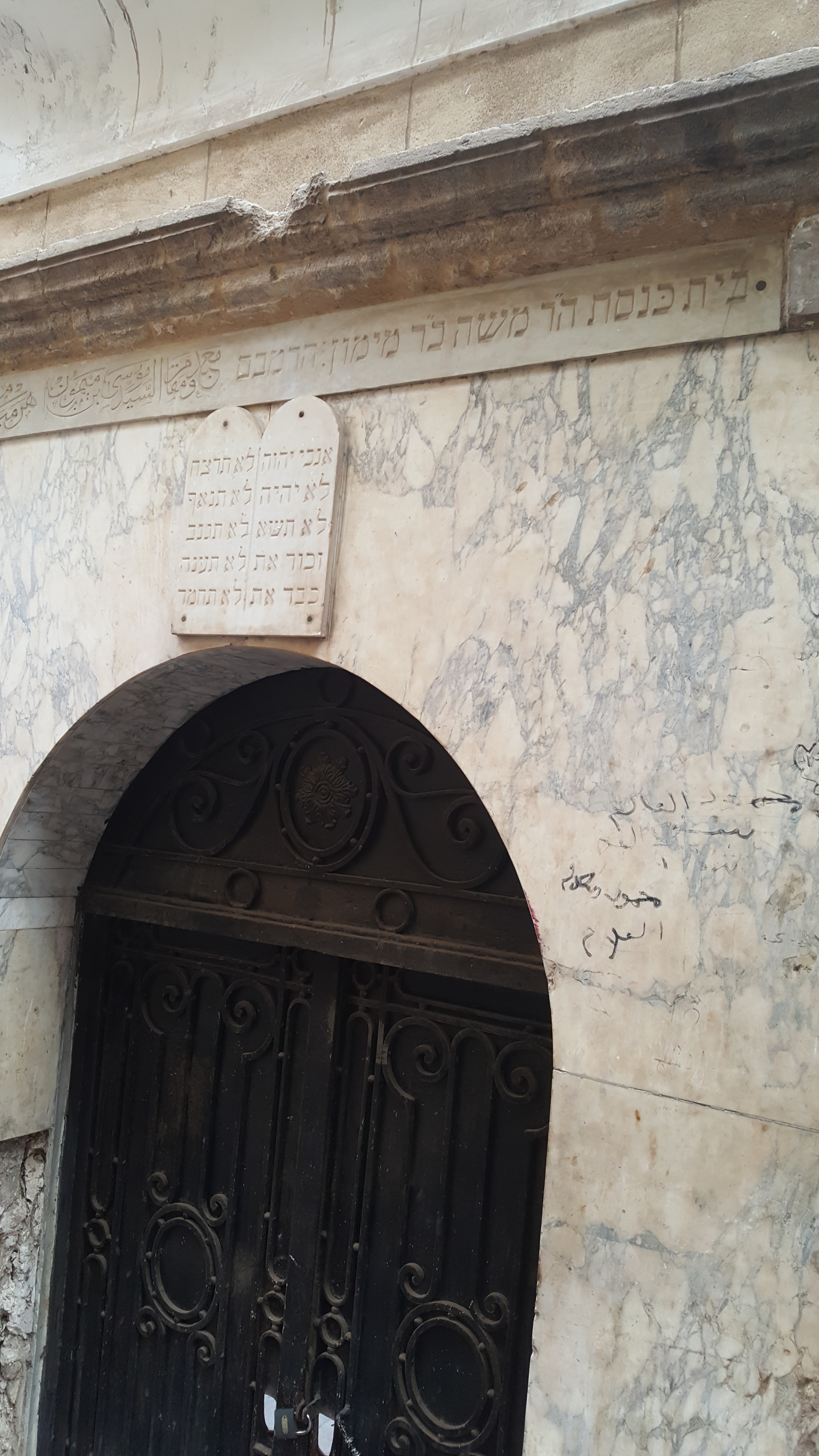
Vista parcial de la puerta de entrada.

La situación de los judíos que vivían en Egipto se volvió muy precaria a mediados del siglo XX. El creciente nacionalismo árabe, unido a las tensiones entre judíos y árabes tras la guerra árabe-israelí de 1948 y la posterior guerra del Sinaí, provocaron restricciones económicas que influyeron gravemente en la comunidad judía egipcia. Varios miles de residentes judíos fueron expulsados del país tras la guerra de 1956 y miles más abandonaron por las abusivas condiciones sociales y económicas. La población judía en Egipto cayó desde 80.000 a menos de 100.
La sinagoga fue cerrada, ya que únicamente quedaban unos 30 judíos en El Cairo, la mayoría mujeres ancianas, y su estructura casi se derrumba debido al agua subterránea y los terremotos. El techo del edificio cayó en 1992 y los escombros quedaron abandonados en el suelo. El suburbio en el que se encontraba la sinagoga pronto se llenó de basura. El jefe del Consejo Supremo de Antigüedades, Zahi Hawass, declaró que la sinagoga fue utilizada por última vez en 1960. A pesar de que fue declarada como antigüedad en 1986, no se produjo ninguna restauración durante el siglo XX.

## Restauración
En junio de 2009, el gobierno egipcio comenzó un proyecto de restauración, desvelado un mes más tarde por Zahi Hawass, en el que se gastarían 2 millones de dólares con un tiempo de obra de dieciocho meses. Los trabajos concluyeron en marzo de 2010. Junto con la tumba originaria de Maimónides, la sinagoga contiene dos áreas utilizadas para rituales y oraciones, una de las cuales incluía una sección para mujeres. Entre los tesoros de la sinagoga, se encuentra una biblia que supuestamente fue escrita por Maimónides. El exembajador de Israel en Egipto, Zvi Mazel, declaró que "los resultados han sido espectaculares; los colores originales han sido restaurados casi idénticamente".

### Polémica inauguración
Debido a la finalización de las obras de restauración, las autoridades egipcias accedieron a que una pequeña comunidad de judíos en El Cairo organizara una ceremonia el 7 de marzo de 2010, a pesar de que la inauguración oficial estaba prevista para mediados de marzo. Dicha ceremonia se celebró a puerta cerrada, pero los asistentes declararon que fue un evento emotivo, especialmente para las familias judeo-egipcias invitadas que vivían en Europa.
El 14 de marzo de 2010 la ceremonia de inauguración fue cancelada. Zahi Hawass explicó que la cancelación se debía a artículos de la prensa en la que se decía que había "judíos bailando y bebiendo alcohol en la sinagoga" en la ceremonia del 7 de marzo, lo que Hawass describió como una "provocación a los sentimientos de cientos de millones de musulmanes egipcios y del mundo". Hawass más tarde añadió que la decisión se tomó en "una época en la que los lugares sagrados musulmanes de la Palestina ocupada se enfrentan a asaltos de las fuerzas de ocupación israelíes", incluso llegando a afirmar que "fue una gran bofetada al enemigo sionista".

## Leyendas

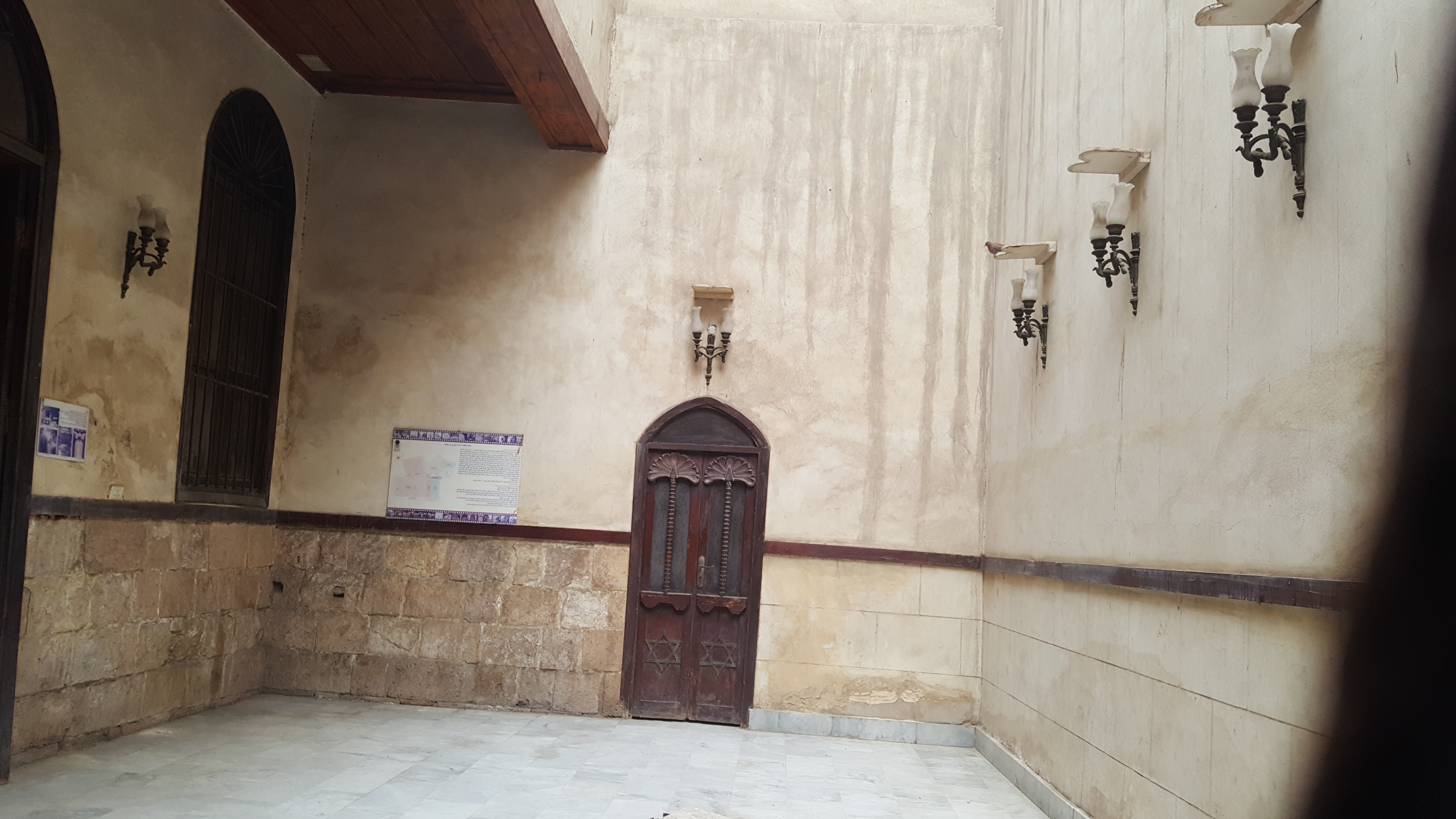
Interior de la sinagoga.

Según la leyenda descrita por Joseph ben Isaac Sambari (1640-1703), un cronista judeo-egipcio del siglo XVII, los ciudadanos que trasladaron el cuerpo de Maimónides al mar de Galilea donde descansaría su tumba definitiva olvidaron uno de sus dedos del pie en la sinagoga, llamada en aquella época la sinagoga de los judíos occidentales. Más tarde, uno de estos ciudadanos soñó que un sabio egipcio le recordaba que había olvidado el dedo, por lo que se dispuso a su búsqueda y fue llevado junto al cuerpo.
La sinagoga y la yeshivá aneja han sido tradicionalmente consideradas lugares milagrosos. Hasta la prohibición de su uso por el gobierno egipcio en 1948, la sinagoga se usó como lugar de curación para la comunidad judía local. El paciente dormía en un suelo especial del recinto con la esperanza de que soñara con Maimónides y mejorara.